# Belasica
Belasica (makedonsko in bolgarsko Беласица, osmansko turško بلش Beleş), Belles (grško Μπέλλες, latinizirano: Bélles) ali Kerkini (grško Κερκίνη, latinizirano: Kerkíni) je gorovje v regiji Makedonija v jugovzhodni Evropi, ki si ga delijo severovzhodna Grčija (približno 45 %), jugovzhodna Severna Makedonija (35 %) in jugozahodna Bolgarija (20 %).

## Geografija
Gorovje je nastalo s tektonskim delovanjem; dolgo je približno 60 km in široko od 7 do 9 km in leži severovzhodno od Dojranskega jezera. Belasica je ločena od sosednjih gora z dolinami reke Vardar na zahodu, Strume na vzhodu, Strumiške doline na severu ter Dojranske in Serske doline na jugu. Najvišji vrh je Radomir (Kalabaka) z 2031 m, poimenovan po carju Gavrilu Radomirju, sinu carja Samuela, sicer pa se nadmorska višina giblje med 300 in 1900 m. Meje vseh treh držav se srečajo na vrhu Tumba. Tu je postavljen mejni kamen v obliki piramide, ki označuje mejo med temi tremi državami. Belasica je bogata z gozdovi in na njej najdemo hrast, bukev, bor, jelko, jesen itd.
Še bogatejši pa je s planinskimi pašniki, kamor poleti pridejo na pašo številne črede. Le najvišji vrhovi Belasice so goli in kamniti. Ob vznožju izvirajo številni termalni in mineralni vrelci. Med njimi je najbolj znan izvir v vasi Bansko. Voda iz tega izvira je zdravilna, mineralna in žveplena s temperaturo 75 °C. Glede na temperaturo vode je ta izvir najtoplejši v Makedoniji. Belasica je tudi bogata z mineralnimi viri, vendar še nič ni izkoriščeno. Na pobočju je eden najlepših slapov v Makedoniji – slap Smolar.
Podnebje na tem območju kaže močan sredozemski vpliv.

## Zgodovina
Grki že od antičnih časov območje imenujejo Ὄρβηλος (novogrško: ˈor.vi.los, starogrško: ˈor.bɛː.los). Po mnenju antičnih avtorjev je bilo to gorovje na mejnem območju med Trakijo in Makedonijo. Danes jo na splošno enačijo s sodobno Belasico. Ime Órbēlos verjetno izhaja iz starodavnega tračansko/pajonskega toponima gore, ki pomeni 'bleščeča gora', iz belos – 'plameneč' ali 'bleščeč' in ali – 'gora'. Znana je bila po Dionizovem kultu.
Območje je še posebej znano po bitki pri Kleidionu leta 1014, ki se je izkazala za ključno za padec Prvega bolgarskega cesarstva.

## Pohodništvo
Od leta 2001 poteka na gori prireditev Balkan brez meja, v okviru katere se vsako leto avgusta planinci in pohodniki iz treh držav povzpnejo na vrh Tumbo.
Območje Belasice je bilo razglašeno za evroregijo (2003).

## Naravni park Belasica
Na bolgarski strani gore je naravni park Belasica, ustanovljen 28. decembra 2007. Ima površino 11.732,4 ha.

## Čast
Ledenik Kongur na otoku Smith na Južnih Shetlandskih otokih je poimenovan po vrhu in naravnem rezervatu Kongur na gori Belasica.
Dve nogometni ekipi sta poimenovani po gorovju, PFC Belasica iz bližnjega bolgarskega mesta Petrič in FC Belasica iz Strumice v Severni Makedoniji.

## Galerija
- Pogled po glavnem grebenu
- Eden od mnogih porušenih stražnih stolpov na bolgarski strani grebena
- Slap Smolar na Belasici v Severni Makedoniji
- Pogled na pogorje Belasice z jezera Kerkini
- Pogled na Belasico z grške strani pozimi